# Hornera prominens
Hornera prominens är en mossdjursart som beskrevs av William MacGillivray 1895. Hornera prominens ingår i släktet Hornera och familjen Horneridae. Inga underarter finns listade i Catalogue of Life.